# Marla Brumfield
Marla Tanishe Brumfield (Aurora, 6 giugno 1978) è un'ex cestista e allenatrice di pallacanestro statunitense, professionista nella WNBA.

## Carriera
È stata selezionata dalle Minnesota Lynx al secondo giro del Draft WNBA 2000 (22ª scelta assoluta).